# فقد النطاف قبل الخصوي
فقد النطاف قبل الخصوي (بالإنجليزية: Pretesticular azoospermia)‏ هو أحد أنواع فقد النطاف، ويمتاز بعدم وجود تحفيز كاف لكن الخصى والجهاز التناسلي طبيعي.
عادة ما يكون انخفاض في مستويات الهرمون المنشط للحوصلة (نقص موجهة الغدد التناسلية) متناسبا مع انخفاض تحفيز الخصى لإنتاج النطاف. من الأمثلة قصور النخامية وفرط برولاكتين الدم والتثبيط الخارجي للهرمون المنشط للحوصلة بالتستوستيرون.
العلاج الكيميائي قد يثبط تكوين الحيوانات المنوية. ويمثل فقد النطاف قبل الخصوي 2٪ من حالات فقد النطاف.